# Juarez Delorto Secco
Juarez Delorto Secco (ur. 4 lipca 1970 w Cachoeiro de Itapemirim) – brazylijski duchowny katolicki, biskup pomocniczy Rio de Janeiro w latach 2017-2023, biskup  Caratingi od 2024. 

## Życiorys
Święcenia kapłańskie przyjął 10 marca 2001 i został inkardynowany do diecezji Cachoeiro de Itapemirim. Pracował głównie jako duszpasterz parafialny, był także m.in. diecezjalnym duszpasterzem powołań, kanclerzem kurii, wicerektorem seminarium oraz wykładowcą w szkole formacyjnej dla stałych diakonów.
7 czerwca 2017 papież Franciszek mianował go biskupem pomocniczym archidiecezji Rio de Janeiro oraz biskupem tytularnym Vegesela in Numidia. Sakry udzielił mu 9 września 2017 kardynał Orani João Tempesta.
13 grudnia 2023 papież Franciszek przeniósł go na urząd biskupa Caratingi. 